# I.R.S. Records
I.R.S. (International Record Syndicate) Records fue una marca discográfica, iniciada en Estados Unidos en 1979 por Miles Copeland III junto con Jay Boberg y Carl Grasso. Miles era el representante de Wishbone Ash, The Police, y posteriormente de Sting, así mismo de otras bandas. I.R.S. era la compañía hermana de Copeland's Illegal Records en el Reino Unido.
Los lanzamientos de I.R.S. fueron distribuidos por A&M Records hasta 1985, posteriormente por MCA Records hasta 1990, y finalmente por EMI (quien compró la marca en 1994).

## Historia
En 1985, Copeland realizó un trato para cambiar la marca de distribución a MCA Records. Bajo este acuerdo, A&M continuó distribuyendo el catálogo previo a 1985, el cual todavía puede encontrarse bajo marca de A&M. 
El último lanzamiento de IRS fue en 1996, "All Set" el CD de la banda de punk rock británico Buzzcocks.

## "On The Charts"
On the Charts fue un álbum compilatorio de 1994 que incluía las grabaciones de los artistas de I.R.S. entre 1979 a 1994.
1. "Our Lips Are Sealed" - The Go-Go's
2. "Mexican Radio" - Wall of Voodoo
3. "Only a Lad" - Oingo Boingo
4. "The Future's So Bright, I Gotta Wear Shades" - Timbuk 3
5. "Save It for Later" - The English Beat
6. "She Drives Me Crazy" - Fine Young Cannibals
7. "Mad About You"  - Belinda Carlisle
8. "Tenderness"  - General Public
9. "The One I Love" - R.E.M.
10. "Joey" - Concrete Blonde
11. "Rain in the Summertime"  - The Alarm
12. "Dizz Knee Land" - Dada